# Brosse (coiffure)
Pour les articles homonymes, voir Brosse.

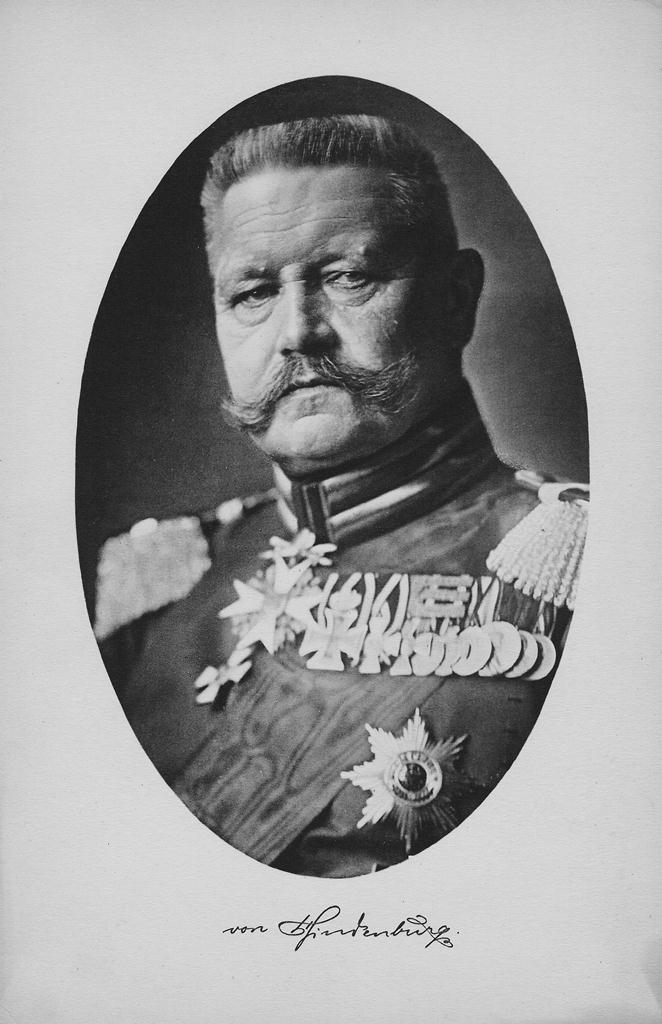
Exemple de coupe en brosse : Paul von Hindenburg.

La brosse est un style de coiffure simple consistant à dresser les cheveux verticalement sur la tête. Cette coiffure nécessite des cheveux lisses, et un minimum de longueur (au moins 1,5 cm). La coupe peut être réalisée à l'aide d'un gel coiffant, d'un séchoir, ou en les coiffant en arrière plusieurs fois lorsqu’ils sont mouillés.